# Lepanthes nontecta
Lepanthes nontecta är en orkidéart som beskrevs av Carlyle August Luer. Lepanthes nontecta ingår i släktet Lepanthes och familjen orkidéer. Inga underarter finns listade i Catalogue of Life.